# Vena arcuada del ronyó
Les venes arquiformes del ronyó o arcuadesdel ronyó (TA: venae arcuatae renis) són unes venes localitzades en la vora del còrtex i medul·la renals. Són una sèrie d'arcs venosos complets que creuen les bases de les piràmides renals; es formen en unir-se les venes interlobulillars i les petites venes rectes. Drenen en les venes interlobulars.